# Косовское Поморавье
Это статья о долине. Об округе смотрите статью Косовско-Поморавский округ.

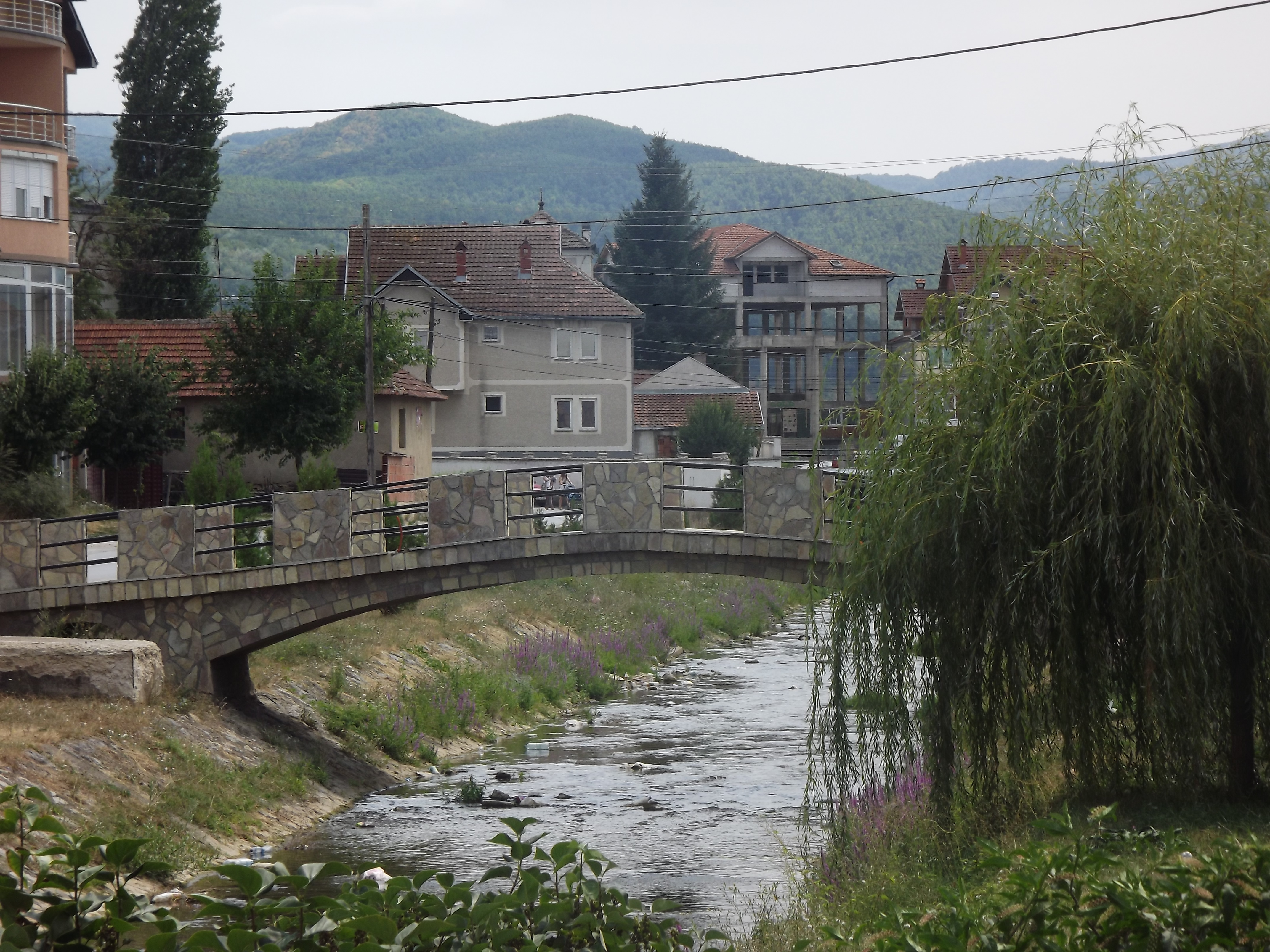
Река Бинацкая Морава, Витина

Ко́совское Помора́вье (серб. Косовско Поморавље / Kosovsko Pomoravlje), также известно как Анамора́ва (алб. Anamorava или Anamoravë) — долина в Косове (в южной части Гниланского округа), в бассейне реки Бинацкая Морава. Простирается на восток до Прешевской долины на юге Сербии. Регион дал название Косовско-Поморавскому округу, известному тем, что на его территории 25 января 1963 года была зафиксирована самая низкая температура в Косове: –32,5 °C.
Косовско-Поморавский округ являлся административно-территориальной единицей в составе Сербии до 1999 года, когда Миссия Организации Объединённых Наций по делам временной администрации в Косове взяла его под свой контроль и район был преобразован в Гниланский округ.

## Происхождение названия
Регион известен как Косовское Поморавье (Косовско Поморавље) на сербском и Анаморава (Lugina e Anamoraves Binçes) на албанском языке. Название долины происходит от реки Бинацкая Морава, которая протекает через Северную Македонию, восточную часть Косова и южную Сербию и является частью системы Великой Моравы.

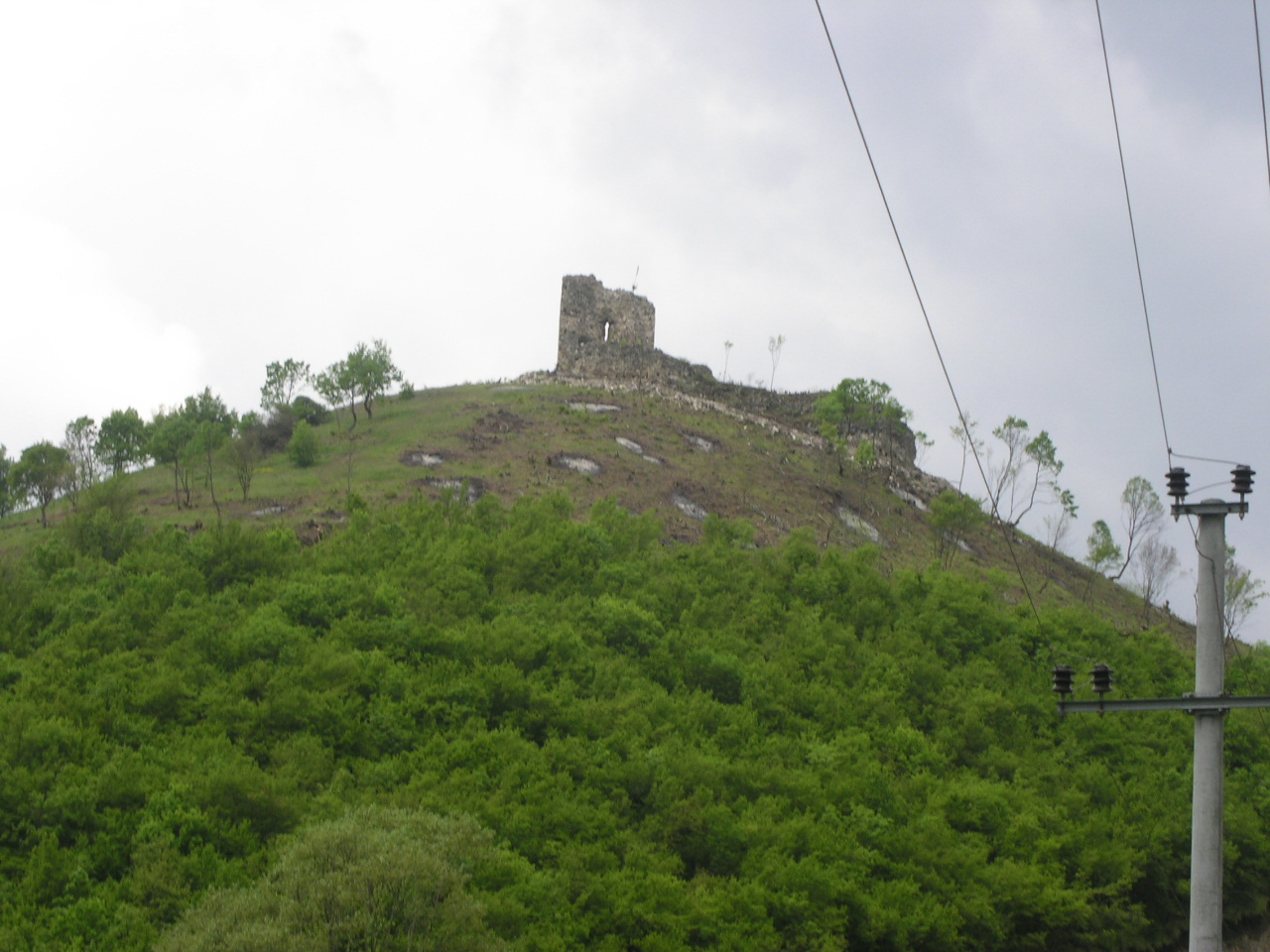
Крепость Градиште, рядом с рекой Бинацкая Морава

## География
Горы в данном регионе, высотой до 1000–1200 метров, граничат с регионом Скопска-Црна-Гора в соседней Северной Македонии, к северу от Скопье. К северу от Косовского Поморавья расположен горный район Гольяк, к западу — Косово поле. На востоке регион граничит с Моравской долиной. Гнилане, Косовска-Каменица, Ново-Брдо и Витина — муниципалитеты, расположенные непосредственно в долине. Регион составляет около 50 километров в длину и 15 километров в ширину.

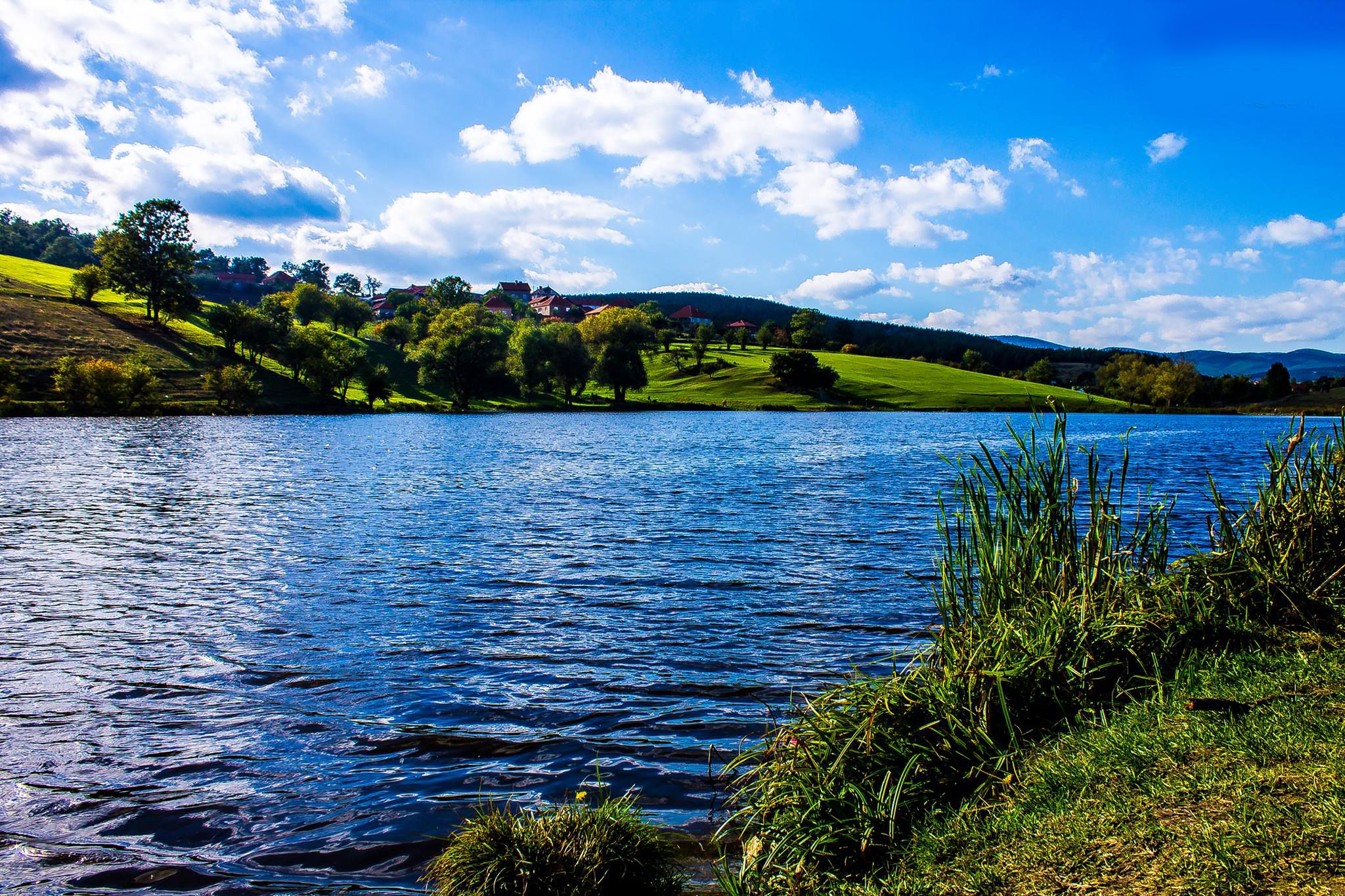
Ливоцкое озеро

Регион включает в себя часть долины, а также горы Карадак и Козник. Курорт в Клокоте имеет несколько геотермальных источников, которые ценятся за их лечебные свойства.

### Гидрография
Притоками Моравы являются реки Карадак и Лапушница. Прешевская долина является разделяет Моравскую и Вардарскую долины, а заболоченные участки Моравской долины являются домом для многих видов птиц.

### Транспорт
Железнодорожная линия проходит через долину возле притоков Моравы.

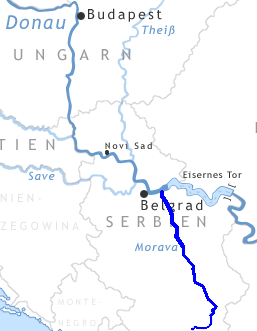
Речная система Моравы

## Климат
На высоте 410 метров над уровнем моря в регионе континентальный климат со слабыми ветрами (обычно северо-восточными). Осадки невелики, зимой часто приходят с запада; северные и западные ветры, как правило, приносят дождь. Среднегодовая температура в регионе составляет 10,6 °C. Средняя температура января составляет –0,9 °C, а июля — 20,7 °C.